# Wiesental (Butzbach)
Wiesental ist ein Stadtteil der Stadt Butzbach im hessischen Wetteraukreis. Er liegt teilweise in der Gemarkung des Stadtteils Münster und teilweise in der Gemarkung des Stadtteils Fauerbach.

## Geographie
Wiesental liegt acht Kilometer südlich der Kernstadt in den bewaldeten Ausläufern des östlichen Hintertaunus.

## Geschichte
Wiesental entstand 1948 in der Waldgemarkung der damaligen Gemeinde Münster als Siedlung für Heimatvertriebene aus dem Sudetenland an der Grenze zur Gemarkung der südöstlichen Nachbargemeinde Fauerbach vor der Höhe. Hier, in unmittelbarer Nähe zum ehemaligen Führerhauptquartier Adlerhorst in Langenhain-Ziegenberg, das von den Amerikanern nach Kriegsende gesprengt wurde und aus dessen Schutt Baumaterial gewonnen werden konnte, wurde ein bewaldeter Südhang zum Siedlungsbau freigegeben. Für den überörtlichen Verkehr wurde die Siedlung durch die Kreisstraße K 254 von Langenhain-Ziegenberg her erschlossen.
Nach einem kurzen Zwischenspiel als Ortsteil von Philippseck ist Wiesental seit 1. Februar 1972 Stadtteil von Butzbach. Seit dieser Zeit hat sich die Bebauung in die Gemarkung von Fauerbach vor der Höhe ausgedehnt. So hat die Stadt Butzbach aus Teilen beider Gemarkungen den Ortsbezirk Wiesental mit Ortsbeirat und Ortsvorsteher eingerichtet. Dessen Gebiet umfasst die bebauten und bebaubaren Flurstücke des Stadtteils sowie einige angrenzende waldfreie Parzellen.

## Infrastruktur
Im Frühjahr 2021 wurde der Ausbau des Glasfaser-Netzes bis nach Wiesental vorangetriebenen. Eine Bürgerinitiative unter Ortsvorsteherin Sabine Rotermund kümmerte sich in Eigenregie um die vorbereitenden Tiefbauarbeiten. So erledigten die rund 20 engagierten Wiesentaler den Trassenbau zum benachbarten Stadtteil Münster.